# Almoravides
1040–1147
Entités précédentes :
- Pouvoirs locaux zénètes
• Maghraouas
• Meknassas
• Ifrenides
- Berghouatas
- Taifas (1re période)

Entités suivantes :
- Almohades
- Taifas (2e période)
- Royaume de León

Les Almoravides (de l'arabe : المرابطون al-Morabiṭoun, « les gens du ribāt », berbère : ⵉⵎⵔⴰⴱⴹⵏ Imrabḍen) sont une dynastie berbère sanhajienne, qui constitua du XIe au XIIe siècle une confédération tribale puis un empire englobant le Maroc, le Sahara occidental, la Mauritanie, une partie du Mali moderne et l'Ouest de l'Algérie, ainsi que le Sud de la péninsule Ibérique.
Le mouvement almoravide naquit vers 1040 parmi un groupe de tribus berbères sahariennes qui nomadisaient entre le Sud du Maroc et le fleuve Sénégal — les Lemtouna et les Juddala, du grand groupe berbère des Sanhadja,.
Sous l'impulsion du leader et prédicateur malékite Abdullah Ibn Yassin et d'un chef berbere local Yahya ben Brahim,. Abdellah ben Yassin prit leur tête et leur donna le nom de Murabitun (Almoravides en arabe).
En peu de temps, les Almoravides s'emparèrent d'Azougui, d'Aoudaghost, d'Awlil et de Sijilmassa. C'est à partir de cette dernière qu'ils entamèrent la conquête du Nord. Éliminant les pouvoirs locaux et annexant les principautés limitrophes, ils firent l'unité d'une grande partie du Maghreb et d'al-Andalus. Transformant la base politique tribale et urbaine marocaine en un pouvoir théocratique, les Almoravides sont ainsi présentés par certains historiens comme les véritables fondateurs de l'État marocain,, à l'opposé de la thèse communément admise qui attribue cette fondation aux Idrissides.
Youssef Ibn Tachfin, premier sultan et troisième émir de la dynastie, fonda Marrakech en 1060 qui devint alors la capitale de l'État almoravide. Il intervint en Al-Andalus en 1086 à l'appel des royaumes de Taïfa en guerre contre le roi Alphonse VI de León et Castille. Son empire fut alors délimité par l’océan Atlantique à l’ouest, par le royaume de Castille, le royaume de Navarre, le royaume d'Aragon, le comté de Barcelone et le comté d'Urgell au nord, par les Hammadides et les Zirides à l’est, et de facto au sud par le Sahara (royaumes du Bambouk, de Bure, des Lobi, du Tekrour et l'empire du Ghana).

## Histoire
Yahya ben Omar, chef guezoula (fraction des Berbères Sanhaja), revint de pèlerinage accompagné du prédicateur marocain Abdellah ben Yassin, qui est le fondateur du mouvement religieux et politique almoravide.
Au XIe siècle, Yahya ben Omar, un des chefs Lemtouna (« hommes voilés »), devint alors le premier souverain et émir almoravide. Constatant le manque de connaissances de ses hommes en matière d'islam, il fit appel au religieux Abdullah Ibn Yassin, premier imam almoravide, d'obédience malékite et puritain. Son enseignement fut d'abord rejeté. Abdallah Ibn Yasin fonda alors un ribāt (lieu de vie communautaire à la fois militaire, religieux et spirituel, d'où le nom al-Murābitūn, « ceux du ribāt ») sur une île, l'île de Tidra dont la localisation est incertaine fut citée; certains ouvrages la situent soit dans l'actuelle Mauritanie, soit sur une île du fleuve Sénégal. Il y prêchait avant tout l'obéissance à la lettre du Coran et l'importance de la discipline. Les premiers Almoravides parvinrent rapidement à imposer par la force leur doctrine religieuse aux autres Zenagas, fondèrent des armées, et partirent à la conquête du nord comme du sud. Après avoir établi son autorité sur les Juddala et leurs voisins les Lemtouna, Abdellah ben Yassin nomma Abou Bakr ben Omar à la tête des Almoravides.
Au sud, dès 1054, les Almoravides firent la conquête de l'Adrar et prennent la ville d'Azougui aux Bafours et leur roi animiste, Abu Bakr Ibn Omar (ou Abou Bekr, Abou Bakr) attaqua ensuite l'empire du Ghana et détruisit la ville d'Aoudaghost.
En 1055, Abdallah Ibn Yasin s'empara de la région du Tafilalet en soumettant la ville de Sijilmassa alors dominée par les Maghrawa du groupe des Zenata, il mourut au combat le 08 juillet 1059, en attaquant l'émirat de Berghouata, considéré comme hérétique par les Almoravides, non loin de la ville de Rommani où son mausolée existe encore de nos jours.. Il fallut une rude offensive d'Abou Bakr pour en venir à bout. À leur sortie du Sahara, les Almoravides fixent leur capitale à Aghmat en 1058. Un nouveau péril apparaissait à l'est. Un souverain hammadide, Bologhine ibn Muhammad ibn Hammad, lui aussi Sanhadja, marcha, avec une grosse armée, jusqu'à Fès, dont il s'empara. Sur le chemin du retour il fut assassiné, dit Ibn Khaldoun, « avec l'appui des Sanhaja, que tant d'expéditions dans les pays lointains et hostiles avaient indisposés ». Les Zirides ne pouvaient, sans danger pour leur vie, se payer le luxe inutile et coûteux de conquêtes occidentales.
Abu Bakr succéda aux deux à la fois, cumulant à la fois l'autorité souveraine, militaire et religieuse; il est considéré comme le deuxième souverain, à la fois émir et imam, almoravide. Il fonda la ville de Marrakech vers 1062, puis fut contraint de retourner au Sahara afin de calmer des querelles entre tribus zenagas. Il confia le pouvoir au Maghreb extrême à son cousin Youssef Ibn Tachfin. Il lui céda, par surcroît, sa femme, qui prit aussitôt un grand ascendant sur son nouveau mari. Youssef s'érigea en souverain, il est à la fois le troisième souverain, émir et imam et le premier sultan almoravide, empêchant de fait le retour d'Abu Bakr en 1072. Cette période fut critique pour les Almoravides, menacés par les Hammadides, menacés sur leurs arrières par des luttes intestines sans doute graves, établis dans un pays encore très mal soumis, les Sahariens peuvent être balayés d'un jour à l'autre. C'est bien l'opinion d'Al-Bakri :« Aujourd'hui, écrit-il, en l'an 460 (1067-1068), les Almoravides ont pour émir Abou Bakr Ibn Omar, mais leur empire est morcelé et leur puissance divisée. Ils se tiennent maintenant dans le désert. » C'était ne pas compter avec les atouts dont ils disposaient : les Hammadides avaient d'autres soucis, les tribus du Maghreb extrême n'étaient pas capables de s'unir contre l'envahisseur ; les Almoravides avaient pour eux leur prestige religieux, considérable dans un Maroc encore superficiellement islamisé, Zaineb, qui à travers les récits des chroniqueurs apparaît comme singulièrement remarquable, une armée expérimentée et renforcée par des mercenaires chrétiens ou sahéliens, enfin un homme jusque-là obscur (Al Bakri n'en fait même pas mention), mais qui allait se révéler comme un grand conquérant, habile à profiter de toutes les opportunités: Ibn Tachfine.
Abou Bakr ne régna dès lors effectivement que sur le désert et le sud. En 1076, il s'empara de la capitale du Ghana, Koumbi Saleh, avec l'aide du royaume de Tekrour, ce qui provoqua l'effondrement de l'empire pendant les décennies suivantes. Il fut tué au Sénégal en 1087, touché par une flèche empoisonnée, et les Almoravides ne parvinrent pas à maintenir leur contrôle sur le Ghana.
Youssef Ibn Tachfin attaqua les Banou Ifren et les Maghraouas et tous les Zénètes. Il prit Salé des mains des Ifrenides et tua Laghouat. Youssef Ibn Tachfin se maria avec une Zénète Nefouza dite Zaineb (ex-femme de Laghouat) et poursuivit les conquêtes almoravides au nord, prenant Fès en 1075 et Tlemcen en 1080. Les Almoravides furent battus par le Hammadide Al-Mansur de Béjaïa en 1102 et contraints de se retirer au Maghreb al-Aqsa, "occident extrême" en arabe, à peu près équivalent au Maroc actuel.
Les Almoravides prirent Tlemcen des Ifrenides puis Alger en 1082 grâce à Youssef Ibn Tachfin. Ce dernier défit tous les Zénètes de l'ouest du Maghreb. La première grande mosquée sunnite de rite malékite, la grande mosquée d'Alger, est alors bâtie par Youssef Ibn Tachfin. Les Almoravides n'ont toutefois jamais fait la guerre aux Zirides ou aux  Hammadides, les deux dynasties étant issues des Sanhadja. Alger marque donc la frontière entre les zones d'influence almoravide et ziride. Mais, selon d'autres sources, les Almoravides, après avoir été vaincus par les Hammadides, délaissèrent Tlemcen et Achir en 1102. Selon d'autres auteurs, Tessala est près de Tlemcen.

En 1086, il fut invité par les princes arabes d'Espagne, les rois des Taïfa, à les aider contre Alphonse VI de Castille. Débarqué le 30 juin, Ibn Tāchfīn est rejoint par les rois de Séville, Grenade, Malaga et Badajoz, et infligea le 23 octobre une sévère défaite à Alphonse VI à Sagrajas (Zalaqa en arabe), non loin de Badajoz. Il rentra ensuite en Afrique à la suite de la mort de son fils, avant d'être rappelé en 1089. Voyant que les rois arabes complotaient entre eux et contre lui, appuyé par les dignitaires religieux locaux, il conquit pour lui-même tout al-Andalus entre 1090 et 1094, malgré son échec relatif face aux chrétiens menés par le Cid, Valence restant occupée de 1094 jusqu'en 1102 par ce dernier. C'est l'apogée des Almoravides. Youssef Ibn Tachfin mourut en 1106, dit-on, à l'âge de 100 ans.

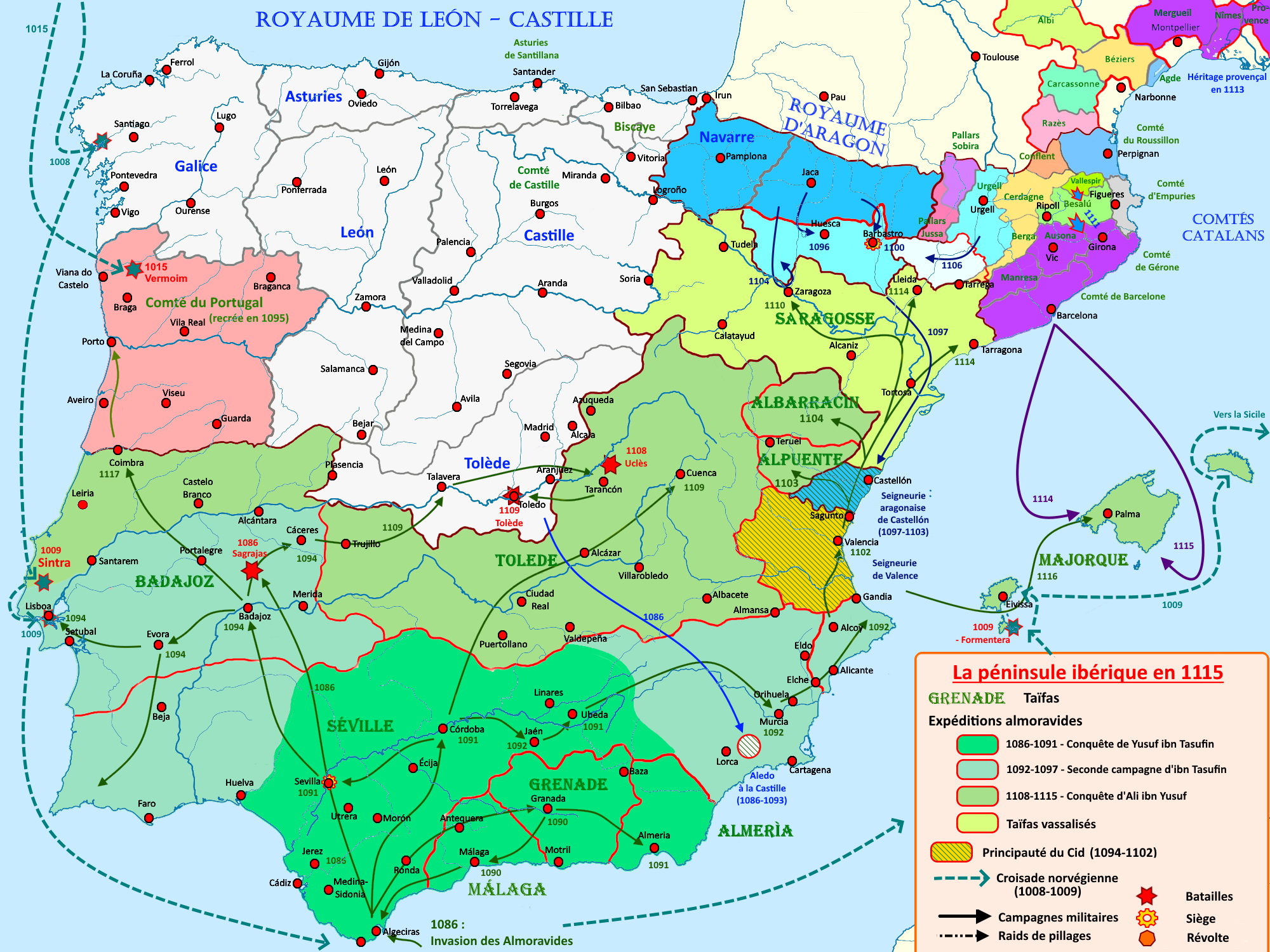
La conquête almoravide de 1085 à 1115 dans la Péninsule Ibérique
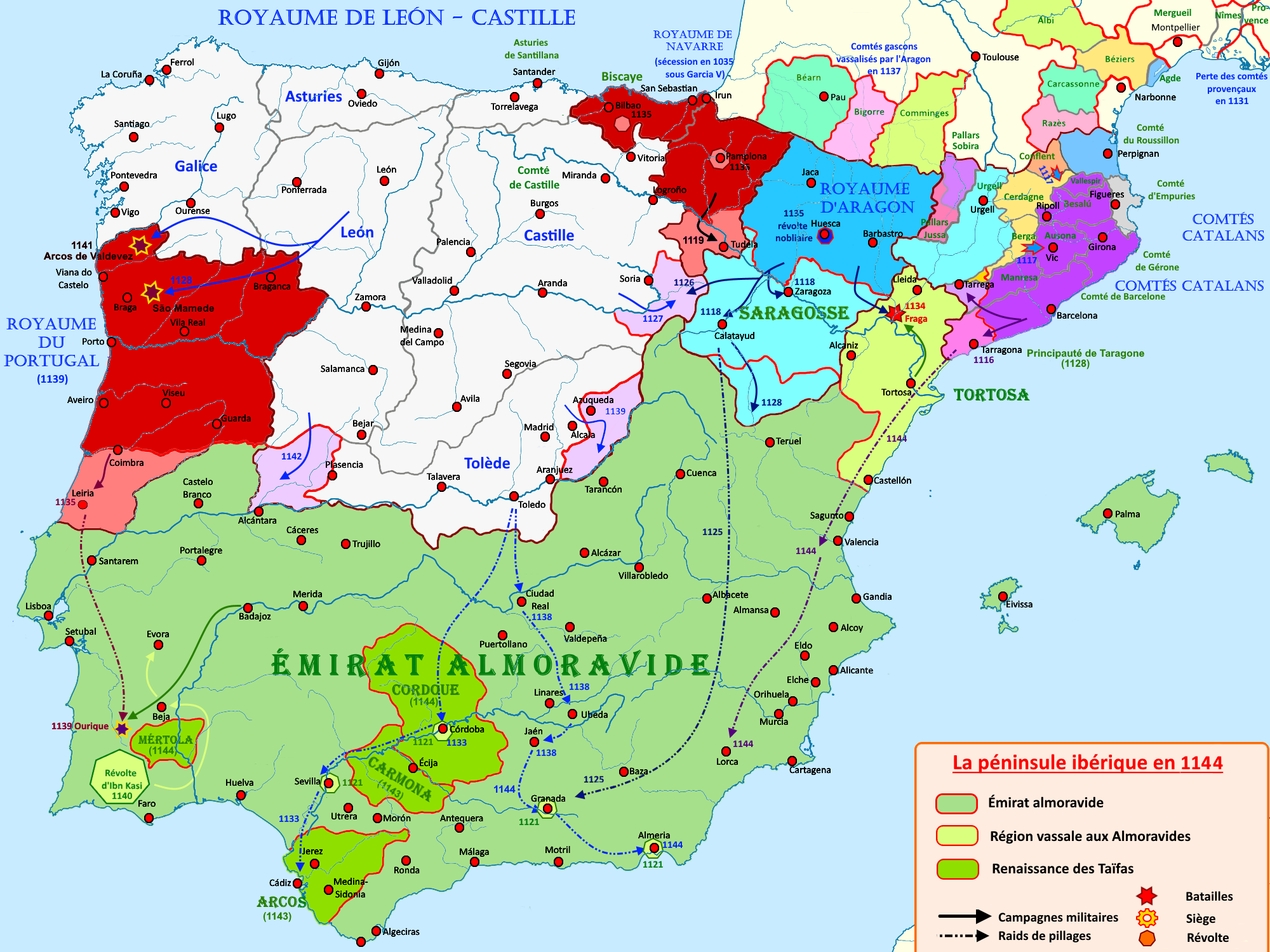
Le déclin des Almoravides de 1115 à 1144
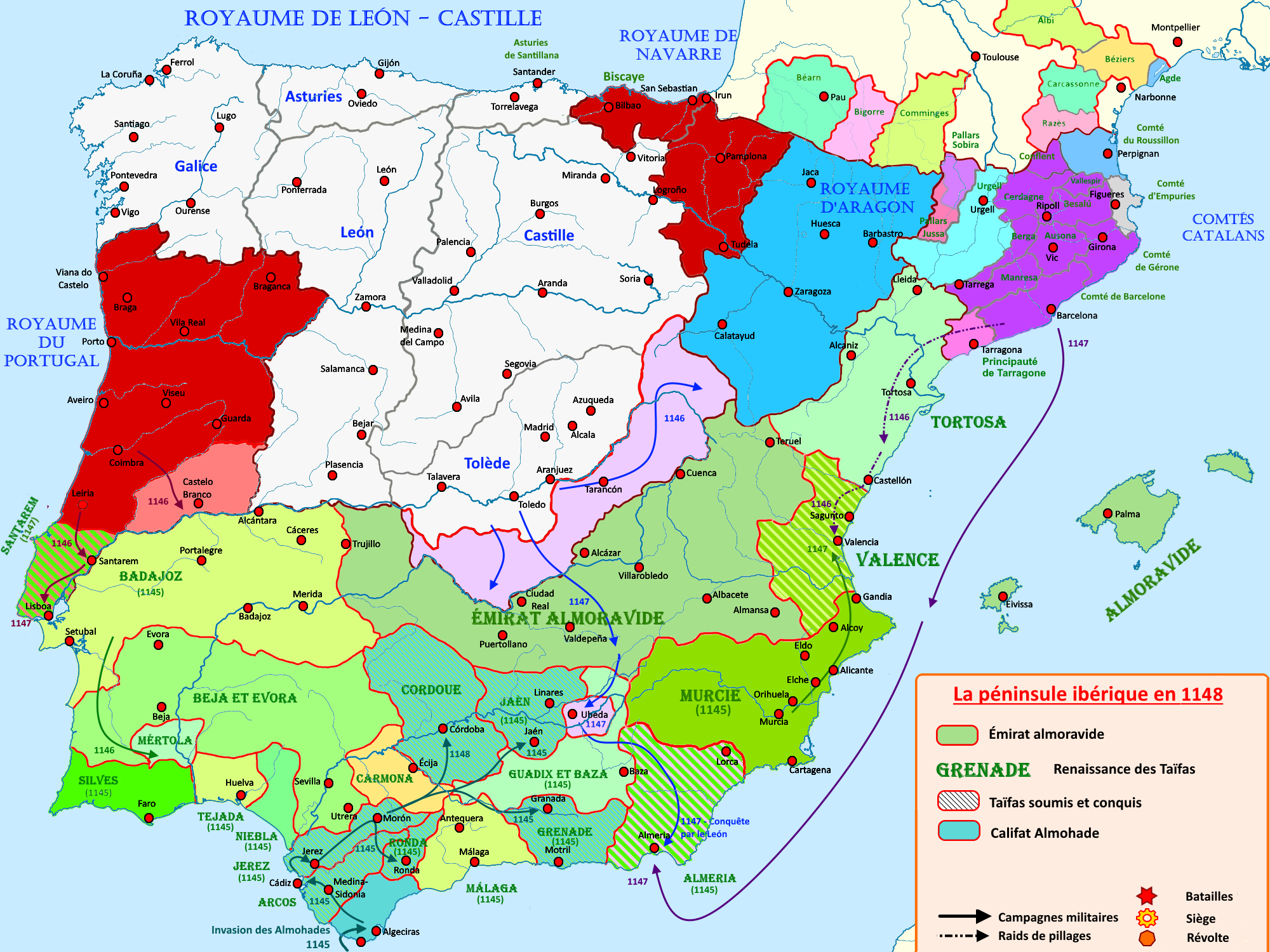
L'effondrement almoravide favorisant l'émergence des taïfas de la seconde période et invasion almohade de 1144 à 1148

Ali Ben Youssef lui succéda. Il agrandit et consolida l'empire en battant à plusieurs reprises les royaumes espagnols du nord, mais se heurta à la résistance des princes chrétiens et à l'agitation des Almohades, adversaires du malikisme, qui prêchaient la guerre sainte contre les Almoravides. En 1142, quand Ali Ben Youssef mourut, l'agitation almohade était à son comble. En 1145, après une défaite près d'Oran, son successeur Tachfin Ben Ali se tua dans sa fuite, lorsqu'il tomba dans un précipice. Deux rois almoravides, Ibrahim Ben Tachfin et Ishaq Ben Ali se succédèrent ensuite, mais ce ne fut que symbolique. La prise de Marrakech par les Almohades en 1147 sonna le glas des Almoravides.

## Dynastie des Almoravides

### Liste des souverains Almoravides
- 1040-1059 : Abdullah Ibn Yassin, imam almoravide (fondateur)
- 1048-1048 : Yahya ben Ibrahim, émir almoravide
- 1040-1056 : Yahya ben Omar, émir almoravide
- 1056-1087 : Abu Bakr Ibn Omar, émir et imam almoravide
- 1071-1106 : Youssef Ibn Tachfin, émir, imam et sultan almoravide
- 1106-1143 : Ali Ben Youssef, émir, imam et sultan almoravide
- 1143-1145 : Tachfin Ben Ali, émir, imam et sultan almoravide
- 1145-1146 : Ibrahim Ben Tachfin, émir, imam et sultan almoravide
- 1146-1147 : Ishaq Ben Ali, émir, imam et sultan almoravide

## Chronologie de l'Empire almoravide (XIesiècle-XIIesiècle)
- 1035 : à l'issue de son pèlerinage à La Mecque, Yahya Ibn Omar, chef berbère de la tribu Lemtouna décide de convertir son peuple aux préceptes de l'islam malékite.
- 1037 : Abdullah Ibn Yassin, chef spirituel et idéologue, commence à asseoir les bases doctrinales du mouvement almoravide.
- 1054 : les Almoravides menés par leur chef Yahya Ibn Omar, s'emparent de Sijilmassa.
- 1055 : mort de Abdullah Ibn Yassin, la communauté religieuse est en passe de se convertir en royaume.
- 1062 : début de la fondation de Marrakech par Abu Bakr Ibn Omar capitale du mouvement almoravide.
- 1069 : Abu Bakr Ibn Omar occupe Fès.
- 1071 : Abu Bekr Ibn Omar confie le pouvoir au nord à son cousin Youssef Ibn Tachfin qui prend Marrakech pour capitale.
- 1077 : le mouvement almoravide consolidé entreprend son avancée vers le nord-est du Maghreb (Fès, Tlemcen, Oran, Alger…).
- 1080 : les Andalous, dont les royaumes de taïfas sont menacés par l'avancée des armées chrétiennes d'Alphonse VI de Castille, sollicitent l'intervention de l'émir almoravide Youssef Ibn Tachfin, fondateur de la dynastie almoravide.
- 1084 : les Almoravides s'emparent de Ceuta.
- 1085 : Alphonse VI de Castille conquiert Tolède.
- 1086 : l'émir almoravide Youssef Ibn Tachfin décide d'intervenir dans la péninsule où il remporte la bataille de Sagrajas à Badajoz.
- 1090 : Youssef Ibn Tachfin occupe la taïfa de Grenade et entreprend la conquête d'al-Andalus.
- 1091 : les Almoravides s'emparent de Cordoue, Almería, Badajoz et Séville et ordonnent l'exil du roi sévillan Al Mutamid Ibn Abbad. L'expansion vers le Levant est arrêtée par la présence du Cid à Valence.
- 1092 : une poignée d'éclaireurs almoravides arriva sous les murs de Valence. Ibn Djehaf (Cadi), membre d'un haut lignage yéménite, porté par la foule partisane, prit le pouvoir dans la ville après avoir fait assassiner al-Qadir.
- 1094 : l'armée almoravide arrive jusqu'à Lisbonne. Ibn Djehaf, traduit en justice pour l'assassinat d'al-Qadir, fut brûlé vif à Valence par ordre du Cid.
- 1098 : Youssef Ibn Tachfin est proclamé prince des musulmans, défenseur de la foi et envoyé du commandeur des croyants.
- 1102 : les Almoravides conquièrent Valence et la partie septentrionale d'al-Andalus, arrivant jusqu'à la vallée de l'Èbre. Youssef Ibn Tachfin nomme pour héritier son fils Ali Ben Youssef.
- 1106 : mort de Youssef Ibn Tachfin. Son fils, Ali Ben Youssef est proclamé émir. les Almoravides occupent les îles Baléares.
- 1108 : Ali Ben Youssef bat les chrétiens à la bataille d'Uclès.
- 1110 : les Almoravides occupent la taïfa de Saragosse.
- 1118 : Alphonse Ier d'Aragon prend Saragosse aux Almoravides.

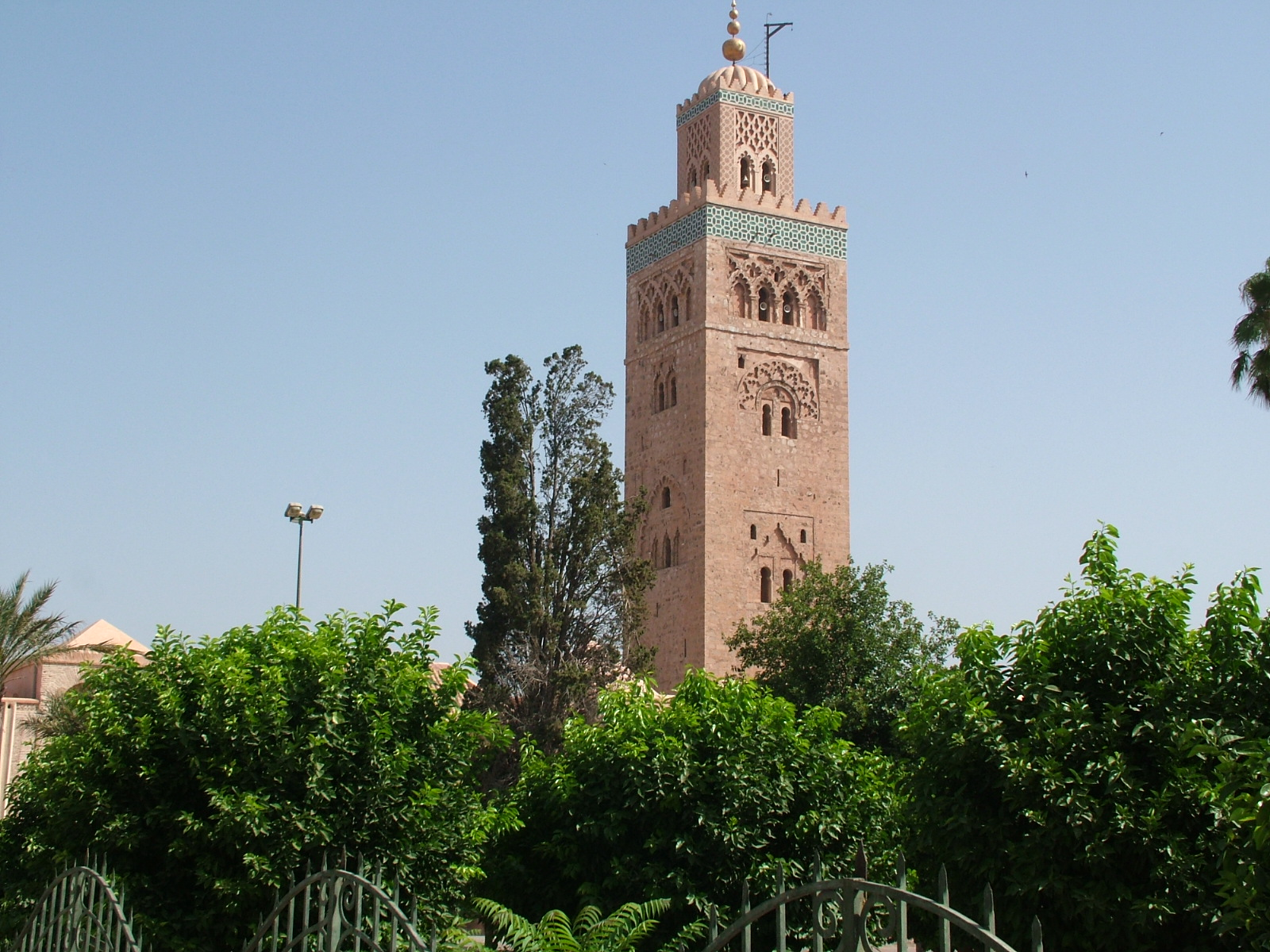
Début de la construction de la mosquée Koutoubia à Marrakech en 1120, fortement transformée par les Almohades en 1162.

- 1120 : début de construction de la mosquée Koutoubia à Marrakech qui sera fortement remaniée par les Almohades en 1162.
- 1122 : pour contenir les attaques des pillards normands, la flotte almoravide attaque la Sicile
- 1126 : en Espagne, les Almoravides sont écrasés à Arnisol, près de la ville juive de Lucéna, par Alphonse le Batailleur[41]. Les chrétiens rendus responsables de cette défaite sont déportés au Maroc, dans les villes de Salé et de Meknès.
- 1134 : les troupes almoravides sous le commandement de Tachfin Ben Ali, remportent la bataille de Fraga contre Alphonse Ier d'Aragon et de Navarre qui meurt de ses blessures deux mois après.
- 1138 : Ali Ben Youssef nomme son fils Tachfin Ben Ali pour héritier.
- 1142 : al-Andalus se morcelle. Naissance des secondes taïfas.
- 1143 : Tachfin Ben Ali gouverne l'Empire almoravide, de plus en plus fragmenté. Défaite des Almoravides contre les Almohades à Oran (Algérie).
- 1145 : mort de Tachfin Ben Ali, troisième émir almoravide près d'Oran.
- 1146 : une partie d'al-Andalus reconnaît le calife Almohade Abd al-Mumin comme souverain. Début avec les Almohades, d'une nouvelle période historique.
- 1147 : Ibrahim Ben Tachfin périt à Oran en luttant contre les troupes almohades déjà victorieuses devant Tlemcen, il fut le quatrième émir almoravide.
- 1147 : les Almohades pénètrent dans Marrakech, la capitale almoravide. Les derniers Almoravides se sont réfugiés aux îles Baléares et y fondent un émirat qui se maintiendra jusqu'en 1203.

## Économie
La monnaie développée par la nouvelle dynastie Almoravide du Maroc est issue du système monétaire qui existait dans le monde musulman depuis la création du système bimétallique arabe par l'émir Abdul Malik à Damas à la fin du VIIe siècle. Pendant ce temps, le dinar d'or est fixé à 4,25 grammes et le dirham d'argent est à moins de 3 grammes. Bien qu'il respecte les institutions orientales comme toutes les dynasties musulmanes, le premier émir Almoravide a développé un nouveau type de monnaie pour déclarer ses messages religieux et politiques souverains. À partir de ce siècle, la ville carrefour de Sijilmasa fut occupée, le premier dinar almoravide fut émis. Le poids total de cette monnaie d'or réservée au commerce extérieur était de 4,25g. Les Almoravides savaient effectivement donner à l'international la dimension de sa monnaie, qui devint le principal instrument du commerce méditerranéen aux XIe et XIe siècles.
Dès le VIIIe siècle d'Al-Fazari[pas clair] l'Empire ghanéen du VIIe siècle à Al-Fazari Apparaît dans les textes arabes comme le pays de l'or, "Bilad al-dhahab". La route principale de ce commerce passait par le Sahara Occidental dès la fin du Xe siècle, depuis "les mines d'or de Bambuk et Bure par Sijilmasa, puis à travers l'Atlas jusqu'au califat de Fès et Cordoue ». Ces terres du Niger apparaissent en effet particulièrement riches en or : partout où les géographes arabes parlent de « bourgeons d'or », ils insistent sur leur abondance, mais aussi sur leur pureté. Surtout chez les Almoravides, le commerce où l'or est en pleine vigueur. L'importance de ce gisement est si grande que cela marque l'esprit de ce siècles, en afiliant l'idée de l'or au soudan « Or du Soudan antique » qui était la principale source d'or médiéval avant la découverte de l'Amérique à la fin du XVe siècle.
Reste à trouver néanmoins scientifiquement des traces de ce minerai ouest-africain dans le dinar almoravide, d'autant plus qu'il existait à l'époque d'autres mines d'or, certes moins importantes, notamment dans la péninsule ibérique. En plus de cela, les Almoravides émettaient également de petites pièces d'argent, les qirats, accompagnées de Scores de 1/2 à 1/16 qirat. Ces monnaies, qui pèsent environ 1 gramme, valent 1/2 dirham et 1/20 dinar, sont davantage destinées aux usages courants, locaux des populations.

## Religions
Le malikisme professé par les Almoravides est anthropomorphiste et littéraliste.
En Espagne, la domination des Almoravides se traduit par la fin de la relative tolérance qui existait vis-à-vis des juifs et des chrétiens. Les juifs feignent alors la conversion à l'islam ou fuient vers les royaumes chrétiens du nord pour ne pas être contraint de se rendre au Maroc. Un contemporain de cette époque, Abraham ibn Dawd Halevi, écrit dans le Sefer ha-Qabbalah (en) rapporte ainsi,:

« Celui qui prépare le soulagement avant l’affliction, que Son nom soit loué, avait anticipé la calamité en déposant dans le cœur du roi Alphonse la décision de confier à notre maître et rabbin Juda, le « Prince » Ibn Ezra (en), le gouvernorat de Calatrava et de mettre toutes les provisions royales sous sa responsabilité. […]. Alors il supervisa le passage des réfugiés, délivra ceux qui étaient dans les chaînes et libéra les opprimés… Dans son foyer et à sa table, il nourrit les affamés et… habilla ceux qui étaient nus. Puis, à ceux qui étaient faibles, il donna des bêtes et ils purent aller aussi loin qu’à Tolède. »

À la fin du XIIe siècle, la communauté juive est ainsi devenue résiduelle.

## Culture

### Art
L'art de la période almoravide est comme influencé par «l'intégration de plusieurs zones en une seule unité politique et le développement qui en résulte d'un style andalou-maghrébin répandu», ainsi que les goûts des dirigeants de Sanhaja en tant que mécènes de l'art.  Cependant on conteste également la caractérisation de l'art d'al-Andalus et du Maghreb comme provincial et périphérique compte tenu de l'art islamique dans le monde, et des contributions des Almoravides comme « clairsemées » en raison de la « ferveur puritaine » de l'empire. 
Dans un premier temps, les Almoravides, souscrivant à l'école conservatrice Maliki de jurisprudence islamique , ont rejeté ce qu'ils percevaient comme une décadence et un manque de piété chez les musulmans ibériques des royaumes taifa andalous. Cependant, les monuments et les textiles d' Almería de la fin de la période almoravide indiquent que l'empire avait changé d'attitude avec le temps.
La production artistique sous les Almoravides comprenait des minbars finement construits produits à Cordoue ; bassins et pierres tombales en marbre d'Almería ; textiles fins à Almería, Málaga , Séville,; et céramique de luxe.
- Qoubba el-Baadiyn
- Mosquée Koutoubia
- Jardin de la Ménara
- Djamaâ_el_Kebir
- Grande Mosquée de Nedroma
- Grande Mosquée de Tlemcen